# Desenvolupament de col·leccions

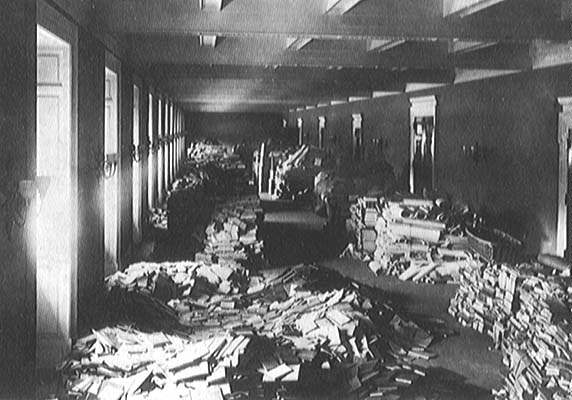
En la gestió d'una biblioteca s'han de descartar alguns elements que rarament s'utilitzaran i s'han d'adquirir nous elements que es considerin necessaris.

El desenvolupament de col·leccions en biblioteques és «Un conjunt coherent de decisions i processos relacionats amb el creixement, l'ordenació i la posada en valor, la comunicació i la preservació de les col·leccions, en el marc de les missions específiques de la biblioteca, i a la recerca d'objectius socioculturals i socioeducatius assignats a aquesta col·lecció».
Sovint s'usa indistintament desenvolupament de col·lecció i gestió de col·lecció.
El terme desenvolupament de la col·lecció en la biblioteconomia és recent, del segle xix, fins aleshores aquesta tasca no estava organitzada ni reflexionada de manera tècnica ni científica, ja que moltes biblioteques sovint incrementaven els seus fons només a través de les donacions i no disposaven d'un sistema o departament d'adquisicions estructurat. Des dels seus inicis en els Estats Units, històricament s'ha ocupat de manera principal en la selecció de materials per a l'adquisició i més tard en l'esporgada.
Els elements principals en la pràctica professional del desenvolupament de col·leccions en biblioteques són: la definició dels usuaris o comunitats d'usuaris a les quals serveixen; el coneixement i avaluació de les col·leccions mitjançant sistemes cada vegada més lligats a l'ús i satisfacció per part dels usuaris; el control, seguiment i execució dels recursos disponibles destinats a la col·lecció; la selecció de recursos basada en uns criteris i una metodologia sistematitzada; l'eliminació i substitució de documents també amb uns criteris determinats; finalment, la difusió i posada en valor de la col·lecció tot respectant els aspectes legals.

## Objectius
Els objectius principals del desenvolupament de col·leccions en una biblioteca són: 
- Satisfer les necessitats i la demanda dels usuaris
- Optimitzar els recursos assignats
- Informar sobre la naturalesa i abast de las col·lecció
- Informar sobre les prioritats de la col·lecció
- Assegurar la transmissió de la informació entre el personal
- Evitar la influència d'un sol seleccionador i les aproximacions excessivament personals
- Fixar normes per a la inclusió o exclusió de documents
- Evitar censures de grups i individus
- Ajudar a la racionalització de les partides pressupostàries
- Ajudar a la relació amb els usuaris, amb transparència de criteris i com a eina autoritzada per respondre a queixes
- Facilitar informació a proveïdors

## Procediment

### La definició de la comunitat d'usuaris
El primer pas en el treball de desenvolupament de col·leccions és la definició dels usuaris o comunitats d'usuaris. «[…] l'anàlisi de la comunitat és […] la primera fase en el procés de formació de la col·lecció».
La col·lecció té com a primer i darrer objectiu el servei a una comunitat i aquesta ha de ser sempre el principi de la creació i manteniment d'una col·lecció bibliotecària. Sense l'existència, definició i coneixement profund de la comunitat, la col·lecció no serà adequada ni pertinent i el seu ús serà pobre o insuficient. «Saber qui està usant què, amb quines finalitats i amb quina freqüència, així com saber quines són les fonts existents que poden proporcionar la informació de la manera més eficaç respecte al cost, és la pedra clau en el treball (tant present com futur) del desenvolupament de la col·lecció».
Els usuaris poden ser presencials o digitals i per aquest motiu cal preveure diversos indicadors per saber l'ús i la satisfacció segons sigui l'ús presencial o virtual. També cal tenir en compte els usuaris que no usen les col·leccions (els anomenats no-usuaris) i saber-ne els motius.

### Coneixement i anàlisi de la col·lecció
La “cultura de l'avaluació” és un corrent ample des de finals del segle XX en la gestió de biblioteques, i més concretament en l'avaluació de col·leccions.
Algunes de les preguntes bàsiques són: 
- La col·lecció de la biblioteca és suficient?
- La distribució del fons és adequada?, per temàtiques, per suports, per llengües...?
- L'actualització de la col·lecció és suficient?
- Quin és el rendiment de la col·lecció?, quin és el rendiment de la inversió en fons documental?
- El desenvolupament i manteniment de la col·lecció és equilibrat?
- El desenvolupament i manteniment de la col·lecció respon a les necessitats dels usuaris?

Tres són els aspectes principals que són avaluats en relació amb la col·lecció:
- Els recursos: La col·lecció en general i els documents en particular, quantitat,qualitat, adequació, actualitat, estat...
- Els processo: El cost, la qualitat, la rapidesa i l'adequació dels procediments
- El serveis: La satisfacció dels usuaris en els termes i mètodes d'accés als materials de la col·lecció (accessibilitat, rapidesa, economia...)

### Criteris, eines i mètodes per a la selecció
Prèviament a la selecció, cal tenir en compte:
- El caràcter de la biblioteca (usuaris, grups d'interès, patrocinadors)
- La missió de la biblioteca
- La política de desenvolupament de la col·lecció
- Els resultats dels estudis d'usuaris pertinents
- Les normatives i recomanacions
- Les possibilitats pressupostàries
- La cobertura informativa disponible
- Els acords de col·laboració existents i possibles

Aquests punts previs s'han de contrastar amb els tres principis bàsics segon Calenge:
- El lloc que el document omplirà dins la col·lecció
- L'ús possible del document escollit
- El valor intrínsec del document seleccionat

Eines a l'hora de seleccionar monografies
- DILVE (Distribuidor de información del libro español en venta), informació bibliogràfica i comercial del llibre proporcionada per les editorials espanyoles.
- ISBN (International Standard Book Number) informació bibliogràfica del llibre proporcionada per les editorials espanyoles.
- Revistes especialitzades
- Suplements culturals
- Diaris digitals, blogs...

Eines a l'hora de seleccionar publicacions periòdiques:
- Latindex (per a l'àmbit hispanoamericà i per a revistes científiques)[3]
- Ulrich's (directori de pagament que recull revistes científiques i de divulgació, de cobertura mundial)[4]

### Processos d'adquisició
Cal...

### Mètodes i processos de revisió i manteniment de la col·lecció
Cal...